# Satyrium ilavia
Satyrium ilavia is een vlinder uit de familie van de Lycaenidae. De wetenschappelijke naam van de soort werd in 1899 gepubliceerd door Beutenmüller.

## Synoniemen
- Thecla mirabelle Barnes, 1900